# Kimberly Peirce
Kimberly Peirce, född 8 september 1967, är en amerikansk filmregissör, känd för sin debutfilm Boys Don't Cry från 1999.

## Filmografi
- 1994 – The Last Good Breath
- 1999 – Boys Don't Cry
- 2006 – The L Word
- 2008 – Stop-Loss
- 2013 – Carrie

## Priser
- Andra plats, Canada International Film Festival - "The Last Good Breath"
- Golden Award, Experiment Division, Chicago International Film Festival - "The Last Good Breath"
- Första plats, Suffolk Film Festival
- Bästa Debut Regissör - National Board of Review of Motion Pictures|National Board of Review
- Best New Filmmaker - Boston Society of Film Critics